# Мала Пиня
Мала Пиня — річка у Воловецькому та Свалявському районах Закарпатської області, ліва притока Пині (басейн Тиси).

## Опис
Довжина річки 13 км, похил річки — 39 м/км. Формується з багатьох безіменних струмків. Площа басейну 49,7 км2.

## Розташування
Бере початок на схилах Полонинського хребта біля перевалу Уклин. Тече на південний захід через село Уклин і в селі Поляна впадає у річку Пиню, праву притоку Латориці.

## Притоки
- Глибокий (ліва).